# Saint-Étienne-d'Orthe
 Saint-Étienne-d'Orthe  (en occitano Sent Estiene) es una población y comuna francesa, situada en la región de Aquitania, departamento de Landas, en el distrito de Dax y cantón de Peyrehorade.

## Demografía
| 498 | 502 | 455 | 439 | 407 | 466 |
| Para los censos de 1962 a 1999 la población legal corresponde a la población sin duplicidades (Fuente: INSEE [Consultar]) |     |     |     |     |     |